# Yun Byung-se
Yun Byung-se (* 3. August 1953 in Seoul) ist ein südkoreanischer Diplomat und Politiker und fungierte als solcher von 2013 bis 2017 als Außenminister von Südkorea.

## Biografie
Yun Byung-se studierte an der Seoul National University Rechtswissenschaften und graduierte 1983 an der SAIS der Johns Hopkins University im Fach internationale Beziehungen. Er trat 1976 in den diplomatischen Dienst ein und wurde als Botschafter in die Vereinigten Staaten, nach Australien, Singapur und zu den Vereinten Nationen entsendet. Von 2004 bis 2006 war er Mitglied im Nationalen Sicherheitsrat. Unter Roh Moo-hyun war er zudem als führender Staatssekretär des Präsidenten für die Bereiche Auswärtiges, Sicherheit und Wiedervereinigung zuständig. Als er die Regierung verließ, arbeitete er unter anderem für die Anwaltskanzlei Kim & Chang. Im Rahmen von Park Geun-hyes Präsidentschaftskandidatur war Yun Byung-se ihr oberster Berater für auswärtige Angelegenheiten. Am 13. Februar 2013 wurde er als Außenminister nominiert. Yun Byung-se gehört der Saenuri-Partei an.
Er trat die Nachfolge von Kim Sung-hwan am 11. März 2013 an. Am 18. Juni 2017 schied er aus dem Amt aus.

## Persönliches
Yun Byung-se ist verheiratet und hat eine Tochter.